# Beguinenhaus (Leipzig)

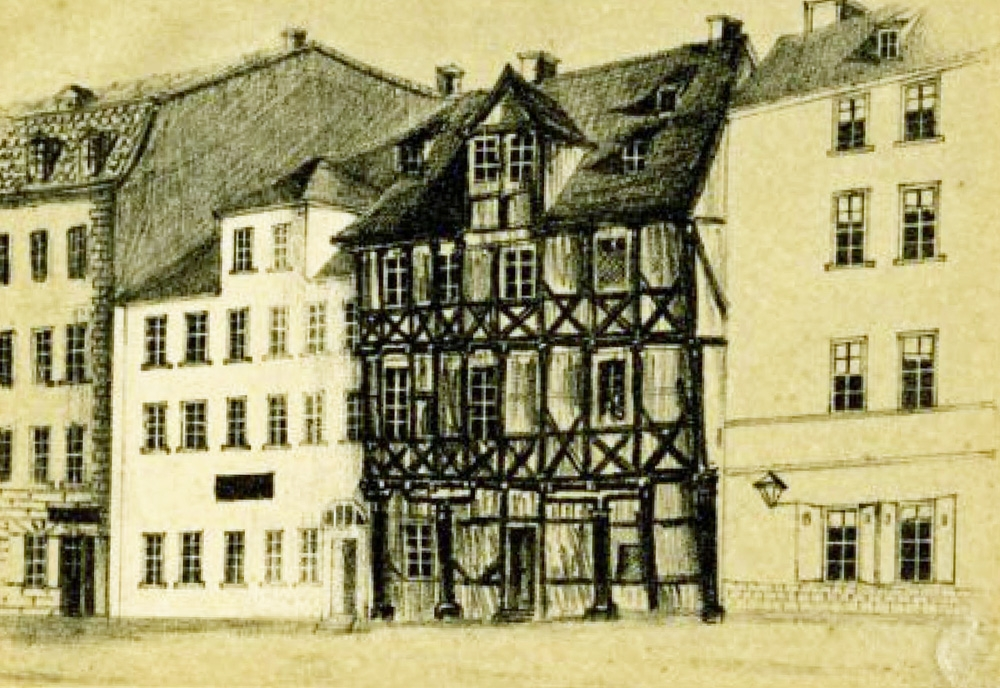
Das alte Beguinenhaus

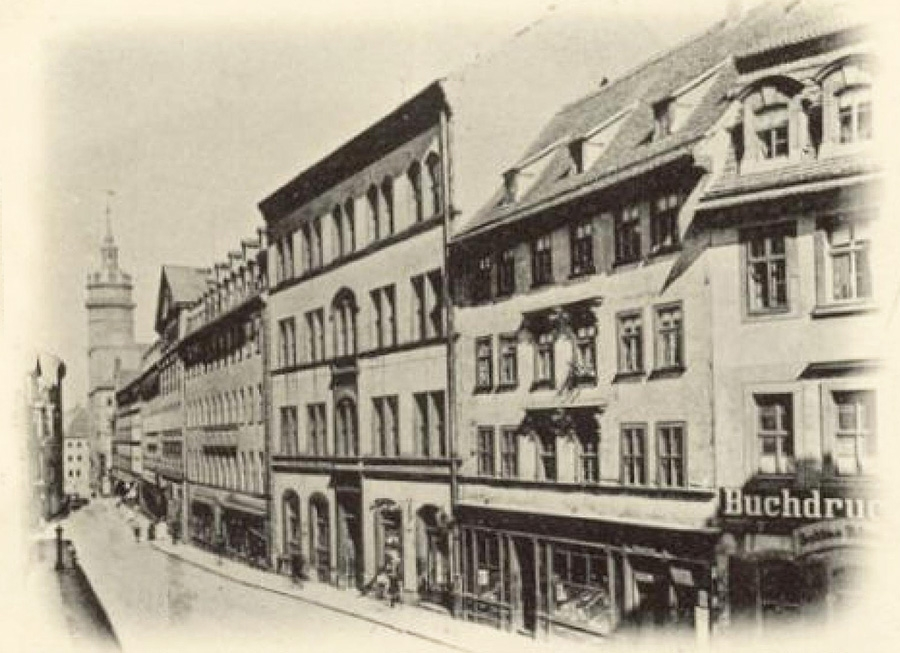
Der Geutebrück-Bau

Das Beguinenhaus war ein mehrfach erweitertes historisches Gebäude der Universität Leipzig an der Universitätsstraße 7–9. Es wurde 1943 durch Bomben zerstört.

## Geschichte
Nach Auflösung des Beguinenkonvents im Jahre 1540 infolge der Reformation fiel dessen zum Besitz des Dominikanerklosters St. Pauli zählendes Haus am Alten Neumarkt (heute Universitätsstraße) zunächst an den Rat der Stadt, der es 1545 der Universität übereignete.  Das Fachwerkhaus aus dem 15. Jahrhundert mit seinen vorkragenden Stockwerken wurde als Wohnhaus für Professoren genutzt. 1834 zogen die Medizinische und Chirurgische Poliklinik in das Beguinenhaus.
Es hatte mit Umbauten Bestand bis 1855. 1855/56 erbaute Albert Geutebrück im Auftrag der Universität auf dem Grundstück des alten Beguinenhauses und dessen nördlichem Nachbargrundstück (Becksches Haus) ein neues Beguinenhaus, nachdem beide Häuser vorher abgerissen worden waren. Das neue Haus besaß vier Geschosse, im Erdgeschoss waren Ladengeschäfte. In den Etagen befanden sich Sammlungen und waren Seminare für Alte, Mittlere und Neuere Geschichte sowie für Klassische Philologie, Experimentelle Psychologie und Germanistik untergebracht. Im ersten Obergeschoss befand sich die „Akademische Lesehalle“.
Auch das südlich angrenzende, 1854 von der Universität erworbene Böhrsche Haus wurde neu aufgeführt, aber noch nicht mit dem Beguinenhaus vereint. Das geschah erst 1895/95 mit dem Neubau durch Arwed Roßbach, der dazu beide Häuser abreißen ließ. Nunmehr nahm das Beguinenhaus den gesamten Raum zwischen Vorderpaulinum und Goldenem Bär ein. Neben vermieteten Ladengeschäften im Erdgeschoss war wiederum die Akademische Lesehalle vertreten. Aber auch die Pedellswohnung und der Karzer aus dem ebenfalls abgerissenen Senatsgebäude waren nun hier untergebracht. 1943 waren auch noch das Psychologische und das Germanische Institut vertreten.
Durch die Bombardierung am 4. Dezember 1943 erlitt das Beguinenhaus Totalschaden. Jetzt steht, von der Straße zurückgesetzt, das Seminargebäude der Universität an seiner Stelle.